# Saito Hideto
Hideto Saito (sinh ngày 9 tháng 10 năm 1975) là một cầu thủ bóng đá người Nhật Bản.

## Sự nghiệp câu lạc bộ
Hideto Saito đã từng chơi cho Urawa Reds.